# High Time
『High Time』（ハイ・タイム）は日本のロックバンド、thee michelle gun elephantの2ndアルバム。1996年11月1日、日本コロムビアより発売。

## 解説
- 前作からわずか8か月でリリースされた。
- CDとアナログ盤とでタイトルが異なる。アナログ盤のタイトルは『is this High Time?』である[1]。また、収録曲も異なる。
- イベント出演等のプロモーション効果もあってか前作よりもヒットし、最高順位が前作よりアップした。

## 収録曲
CD盤
| 全作詞: チバユウスケ（#7, #12はインストなので除く）、全作曲・編曲: thee michelle gun elephant。 |                                       |                                              |                            |      |
| #                                                                                               | タイトル                              | 作詞                                         | 作曲・編曲                 | 時間 |
| 1.                                                                                              | 「brand new stone」                   | チバユウスケ （#7, #12はインストなので除く） | thee michelle gun elephant | 4:40 |
| 2.                                                                                              | 「リリィ」                            | チバユウスケ （#7, #12はインストなので除く） | thee michelle gun elephant | 4:11 |
| 3.                                                                                              | 「恋をしようよ」                      | チバユウスケ （#7, #12はインストなので除く） | thee michelle gun elephant | 5:00 |
| 4.                                                                                              | 「sweet MONACO」                      | チバユウスケ （#7, #12はインストなので除く） | thee michelle gun elephant | 3:20 |
| 5.                                                                                              | 「シャンデリヤ」                      | チバユウスケ （#7, #12はインストなので除く） | thee michelle gun elephant | 4:41 |
| 6.                                                                                              | 「blue nylon shirts (from bathroom)」 | チバユウスケ （#7, #12はインストなので除く） | thee michelle gun elephant | 3:24 |
| 7.                                                                                              | 「bowling machine」                   | チバユウスケ （#7, #12はインストなので除く） | thee michelle gun elephant | 3:08 |
| 8.                                                                                              | 「笑うしかない」                      | チバユウスケ （#7, #12はインストなので除く） | thee michelle gun elephant | 6:10 |
| 9.                                                                                              | 「flash silver bus」                  | チバユウスケ （#7, #12はインストなので除く） | thee michelle gun elephant | 2:51 |
| 10.                                                                                             | 「キャンディ・ハウス (texas style)」  | チバユウスケ （#7, #12はインストなので除く） | thee michelle gun elephant | 3:35 |
| 11.                                                                                             | 「スロー」                            | チバユウスケ （#7, #12はインストなので除く） | thee michelle gun elephant | 4:12 |
| 12.                                                                                             | 「Baby,please go home ～ wave'33」    | チバユウスケ （#7, #12はインストなので除く） | thee michelle gun elephant | 7:39 |
| 合計時間:                                                                                       | 合計時間:                             | 52:51                                        |                            |      |

アナログ盤
| 全作詞: チバユウスケ（#1, #5はインストなので除く）、全作曲・編曲: thee michelle gun elephant。 |                                          |                                            |                            |
| #                                                                                              | タイトル                                 | 作詞                                       | 作曲・編曲                 |
| 1.                                                                                             | 「Baby, please go home」                 | チバユウスケ（#1, #5はインストなので除く） | thee michelle gun elephant |
| 2.                                                                                             | 「brand new stone」                      | チバユウスケ（#1, #5はインストなので除く） | thee michelle gun elephant |
| 3.                                                                                             | 「恋をしようよ」                         | チバユウスケ（#1, #5はインストなので除く） | thee michelle gun elephant |
| 4.                                                                                             | 「リリィ」                               | チバユウスケ（#1, #5はインストなので除く） | thee michelle gun elephant |
| 5.                                                                                             | 「bowling machine (motor pool version)」 | チバユウスケ（#1, #5はインストなので除く） | thee michelle gun elephant |

| 全作詞: チバユウスケ、全作曲・編曲: thee michelle gun elephant。 |                                      |              |                            |
| #                                                                | タイトル                             | 作詞         | 作曲・編曲                 |
| 1.                                                               | 「笑うしかない」                     | チバユウスケ | thee michelle gun elephant |
| 2.                                                               | 「blue nylon shirts (from balcony)」 | チバユウスケ | thee michelle gun elephant |
| 3.                                                               | 「flash silver bus」                 | チバユウスケ | thee michelle gun elephant |
| 4.                                                               | 「sweet MONACO」                     | チバユウスケ | thee michelle gun elephant |
| 5.                                                               | 「シャンデリヤ」                     | チバユウスケ | thee michelle gun elephant |

## 楽曲について
1. brand new stone
2. リリィ
3rdシングル曲。今作の先行シングルである。
3. 恋をしようよ
4. sweet MONACO
5. シャンデリヤ
全編にわたり、アベフトシによるカッティングを聴く事が出来る。
6. blue nylon shirts (from bathroom)
7. bowling machine
8. 笑うしかない
9. flash silver bus
10. キャンディ・ハウス (texas style)
2ndシングル曲のアルバムバージョン。全編にわたりボーカルにエフェクトがかかっていたり、コーラスの追加などアレンジが異なる。また、シングルバージョンと比べるとややテンポが落ちている。
11. スロー
3rdシングル「リリィ」アナログ盤に収録されていた楽曲。
12. Baby,please go home ～ wave'33